# Famille de Portes
 (octobre 2023).
La famille de Portes puis de Portes de Pardailhan est une famille de la noblesse française, originaire du Languedoc. Éteinte en ligne masculine, elle subsiste par les dernières femmes du nom.

## Historique
La famille de Portes apparaît à Saint-Pons-de-Thomières peu avant le XVIe siècle, et s'affilie rapidement à la petite noblesse de la région. Le premier membre connu est Guillaume Bernard de Portes, à la fin du XVe siècle, procureur. À partir de là, la lignée est connue mais tout d'abord sans grande importance :
- Pierre de Portes (vers 1500 - ?) ;
- Sébastien de Portes ;
- Denis de Portes ;
- Pierre II de Portes ;
- François de Portes (1620, Saint-Pons - 27 avril 1700, Saint-Pons), maintenu dans sa noblesse par jugement du 14 janvier 1671. Deux ans plus tard, il se porte acquéreur du château de Pardailhan, situé au hameau de Pointguiraud, ainsi que de la seigneurie de Pardailhan. Il affirme ainsi la montée en puissance de sa famille au XVIIe siècle. Son fils, Jean-François de Portes (1659, Saint-Pons - 1712, Saint-Pons) va ériger la seigneurie en une baronnie en 1699, avant de devenir conseiller au Parlement de Toulouse en 1704[1],[2]

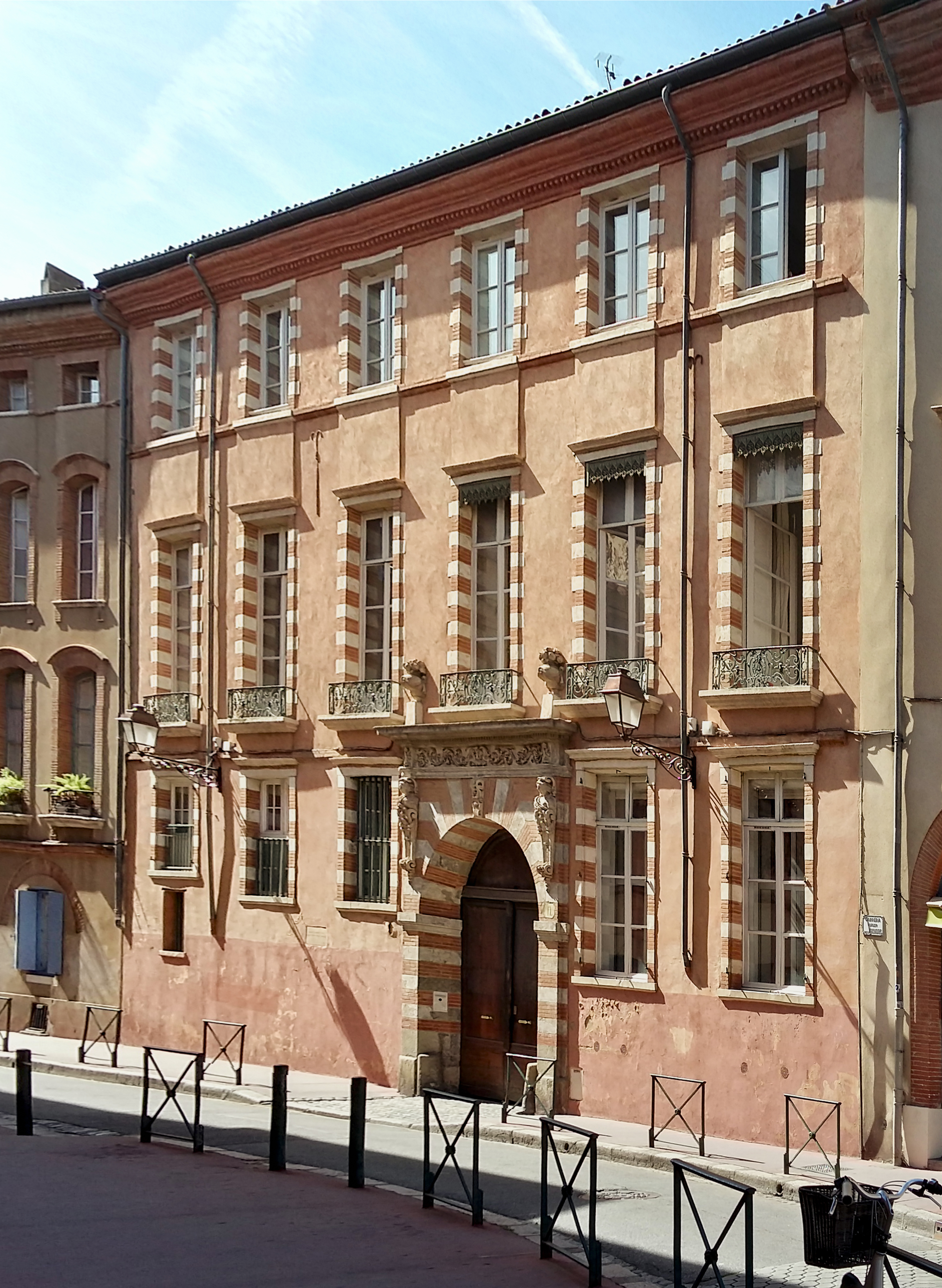
L'hôtel d'Orbessan, propriété de François-Joseph de Portes.

- François-Joseph de Portes (1701 - 1759, Toulouse), ajoute le patronyme de Pardailhan à son nom et suit les traces de son père. En effet, il est président au Parlement de Toulouse et possède l'hôtel d'Orbessan dans cette ville. Il ajoute par ailleurs au patrimoine familial les seigneuries d'Assignan et de Villespassans. Par lettres patentes du roi Louis XV, il est élevé au rang héréditaire de marquis (dit "marquis de Portes"), en février 1747, au travers du don qui lui est fait du marquisat de Manses, en Ariège. En difficulté financière, il vend cependant la baronnie de Pardailhan, qui échoit à François de Treil (de Pardailhan), en 1750[3] ;
- Jean-Joseph François, marquis de Portes de Pardailhan (vers 1735 - ?), est sénéchal puis gouverneur de la cité de Toulouse ;

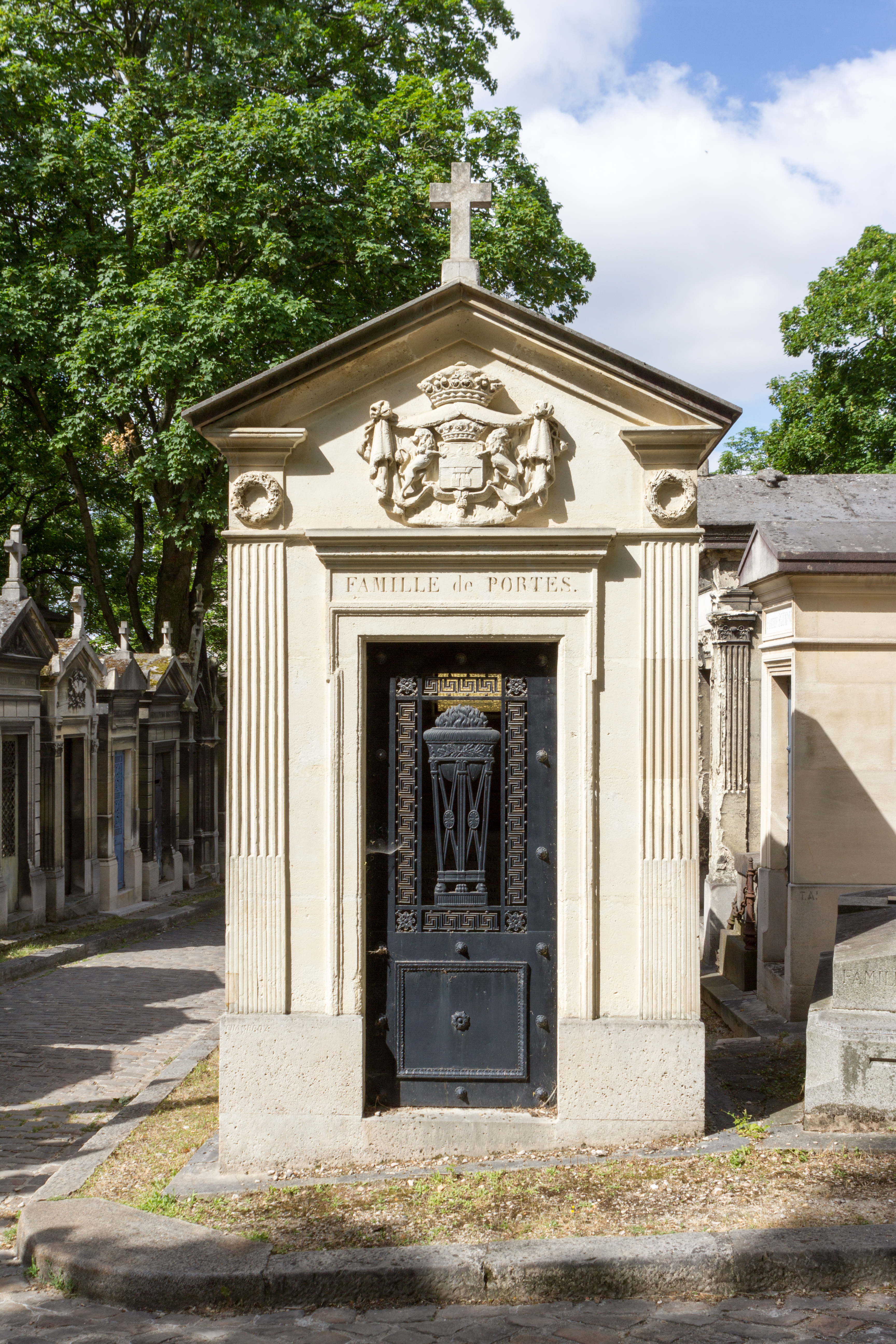
La tombe d'Adolphe-François René de Portes au Père-Lachaise

- Adolphe François René, marquis de Portes (1790 - 1852), épouse Sophie Suzanne de Laplace, fille de Pierre-Simon de Laplace, le 8 octobre 1812. Député de l'Ariège en 1830 et 1835, il est ensuite pair de France le 9 juillet 1845 et enfin sénateur le 26 juillet 1852 ;
- Paul-François Thomas Georges, marquis de Portes de Pardailhan (1839 - 3 septembre 1880) fait reconstruire un château moderne dans le marquisat de Manses, le château de Roques sur la commune de Teilhet[4], l'ancien ayant été détruit ;
- René, marquis de Portes (1861 - 1940) ;
- Henri, marquis de Portes, dont l'épouse (Hélène) s'était séparée pour devenir la compagne de Paul Reynaud[5].

## Armes
| Figure | Blasonnement |
| ------ | --- |
|        | Blason originel de la famille de Portes de Pardailhan D'azur à une bande d'or accompagné en chef de trois alérions d'argent, becqués et membrés de gueules et en pointe une tour d'argent, maçonnée de sable    |
|        | Adolphe François René, marquis de Portes D’azur, à la fasce d’argent accompagnée en chef de trois merlettes du second, rangées en fasce, et en pointe d’une tour du même, maçonnée, ouverte et ajourée de sable |